# La Londe
La Londe ist eine französische Gemeinde mit 2.367 Einwohnern (Stand: 1. Januar 2022) im Département Seine-Maritime in der Region Normandie. Die Gemeinde befindet sich im Arrondissement Rouen im Kanton Elbeuf. Die Einwohner werden Londais genannt.

## Geographie
La Londe liegt etwa 17 Kilometer im südwestlich von Rouen. Umgeben wird La Londe von den Nachbargemeinden Moulineaux im Norden, Grand-Couronne im Nordosten, Orival im Osten, Elbeuf im Südosten, Saint-Ouen-du-Tilleul im Süden und Südwesten, Bosroumois und Grand Bourgtheroulde im Westen und Südwesten sowie Bosgouet im Nordwesten.

## Geschichte
Erstmals erwähnt wurde der Ort um 1170.
| Bevölkerungsentwicklung | Bevölkerungsentwicklung | Bevölkerungsentwicklung | Bevölkerungsentwicklung | Bevölkerungsentwicklung | Bevölkerungsentwicklung | Bevölkerungsentwicklung | Bevölkerungsentwicklung | Bevölkerungsentwicklung |
| ----------------------- | ----------------------- | ----------------------- | ----------------------- | ----------------------- | ----------------------- | ----------------------- | ----------------------- | ----------------------- |
| Jahr                    | 1962                    | 1968                    | 1975                    | 1982                    | 1990                    | 1999                    | 2006                    | 2012                    |
| Einwohner               | 1194                    | 1423                    | 1672                    | 1738                    | 1900                    | 2007                    | 2195                    | 2274                    |

## Sehenswürdigkeiten
- Kirche Notre-Dame
- Schloss aus dem 17. Jahrhundert
- Steinkreuz aus dem 16. Jahrhundert
- Mahnmal für die getöteten kanadischen Soldaten
- gallo-römische Reste